# 自由代数
数学、とくに環論という抽象代数学の分野において、自由代数（じゆうだいすう、英: free algebra）は多項式環の非可換類似である、なぜならばその元は可換でない変数の「多項式」として書けるからである。同様に、多項式環は自由可換代数 (free commutative algebra) と見ることができる（多項式環#多項式環の普遍性参照）。

## 定義
可換環 R に対し、n 不定元 {X1, ..., Xn} 上の自由（結合的単位的）代数とは、アルファベット {X1, ..., Xn} 上のすべての語（空な語を含み、これは自由代数の単位元である）からなる基底を持つ自由 R 加群である。この R 加群は積を以下のように定義して R 代数となる：2つの基底元の積は対応する語の結合
{\displaystyle \left(X_{i_{1}}X_{i_{2}}\cdots X_{i_{m}}\right)\cdot \left(X_{j_{1}}X_{j_{2}}\cdots X_{j_{n}}\right)=X_{i_{1}}X_{i_{2}}\cdots X_{i_{m}}X_{j_{1}}X_{j_{2}}\cdots X_{j_{n}},}
であり、2つの任意の元の積は、これらの積から一意的に決定される（なぜならば R 代数における積は R 双線型でなければならないからである）。この R 代数は R⟨X1, ..., Xn⟩ と書かれる。この構成は不定元の任意の集合 X に容易に一般化できる。つまり、任意の集合 X = { Xi  |  i ∈ I} に対して、X 上の自由（結合的単位的R-代数は
{\displaystyle R\langle X\rangle :=\bigoplus _{w\in X^{\ast }}Rw}
に語の積が結合となる R-双線型な積が入ったものである、ただし X* は X 上の自由モノイド（すなわちアルファベット Xi 上の語すべてからなるモノイド）を表し、{\displaystyle \oplus } は外部直和を表し、Rw は1元、語 w 上の自由 R 加群を表す。
例えば、R⟨X1,X2,X3,X4⟩ において、スカラー α, β, γ, δ ∈ R に対して、2元の積の具体例は {\displaystyle (\alpha X_{1}X_{2}^{2}+\beta X_{2}X_{3})\cdot (\gamma X_{2}X_{1}+\delta X_{1}^{4}X_{4})=\alpha \gamma X_{1}X_{2}^{3}X_{1}+\alpha \delta X_{1}X_{2}^{2}X_{1}^{4}X_{4}+\beta \gamma X_{2}X_{3}X_{2}X_{1}+\beta \delta X_{2}X_{3}X_{1}^{4}X_{4}} である。
自由 R-代数 R⟨X⟩ は自由モノイド X* の R 上のモノイド環 R[X*] と同一視できる。

## 多項式との対照
アルファベット {X1, ..., Xn} 上の語全体は R⟨X1, ..., Xn⟩ の基底をなすから、R⟨X1, ..., Xn⟩ の任意の元が次の形に一意的に書けることは明らかである：
{\displaystyle \sum \limits _{i_{1},i_{2},\cdots ,i_{k}\in \left\lbrace 1,2,\cdots ,n\right\rbrace }a_{i_{1},i_{2},\cdots ,i_{k}}X_{i_{1}}X_{i_{2}}\cdots X_{i_{k}},}
ただし {\displaystyle a_{i_{1},i_{2},...,i_{k}}} は R の元で、これらの元のうち有限個を除くすべては 0 である。これはなぜ R⟨X1, ..., Xn⟩ の元が「変数」（あるいは「不定元」X1, ..., Xn の「非可換多項式」としばしば呼ばれるのかを説明する；元 {\displaystyle a_{i_{1},i_{2},...,i_{k}}} はこれらの多項式の「係数」と呼ばれ、R 代数 R⟨X1, ..., Xn⟩ は「R 上の n 不定元の非可換多項式環」と呼ばれる。本当の多項式環とは異なり、変数たちは可換ではないことに注意。例えば X1X2 は X2X1 と等しくない。
より一般に、任意の生成元の集合 E 上の自由代数 R⟨E⟩ を構成することができる。環は Z 代数と見なすことができるから、E 上の自由環 (free ring) は自由代数 Z⟨E⟩ として定義できる。
体上では n 不定元の自由代数は n 次元ベクトル空間上のテンソル代数として構成できる。より一般の係数環に対しては、n 生成元の自由加群を取ることで同じ構成ができる。
E 上の自由代数の構成は本来関手的であり、適切な普遍性を満たす。自由代数関手は R 代数の圏から集合の圏への忘却関手の左随伴である。
可除環上の自由代数は自由イデアル環である。